# Force de frappe
(Nicolas Sarkozy, presidente della Repubblica francese, Discorso di Cherbourg, 21 marzo 2008)

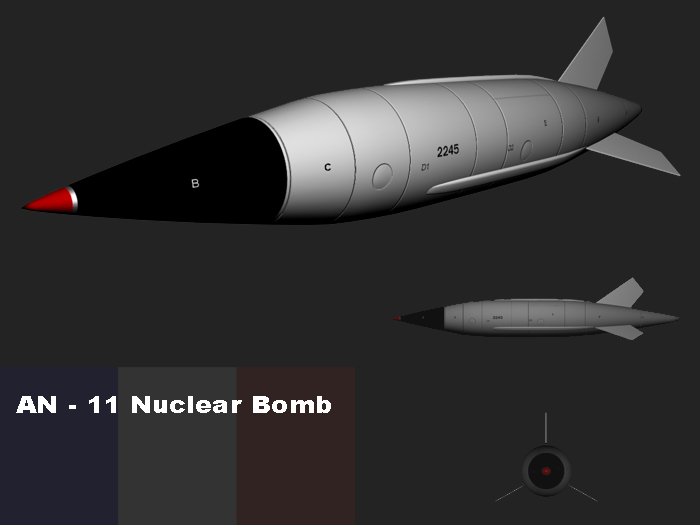
bomba AN-11.

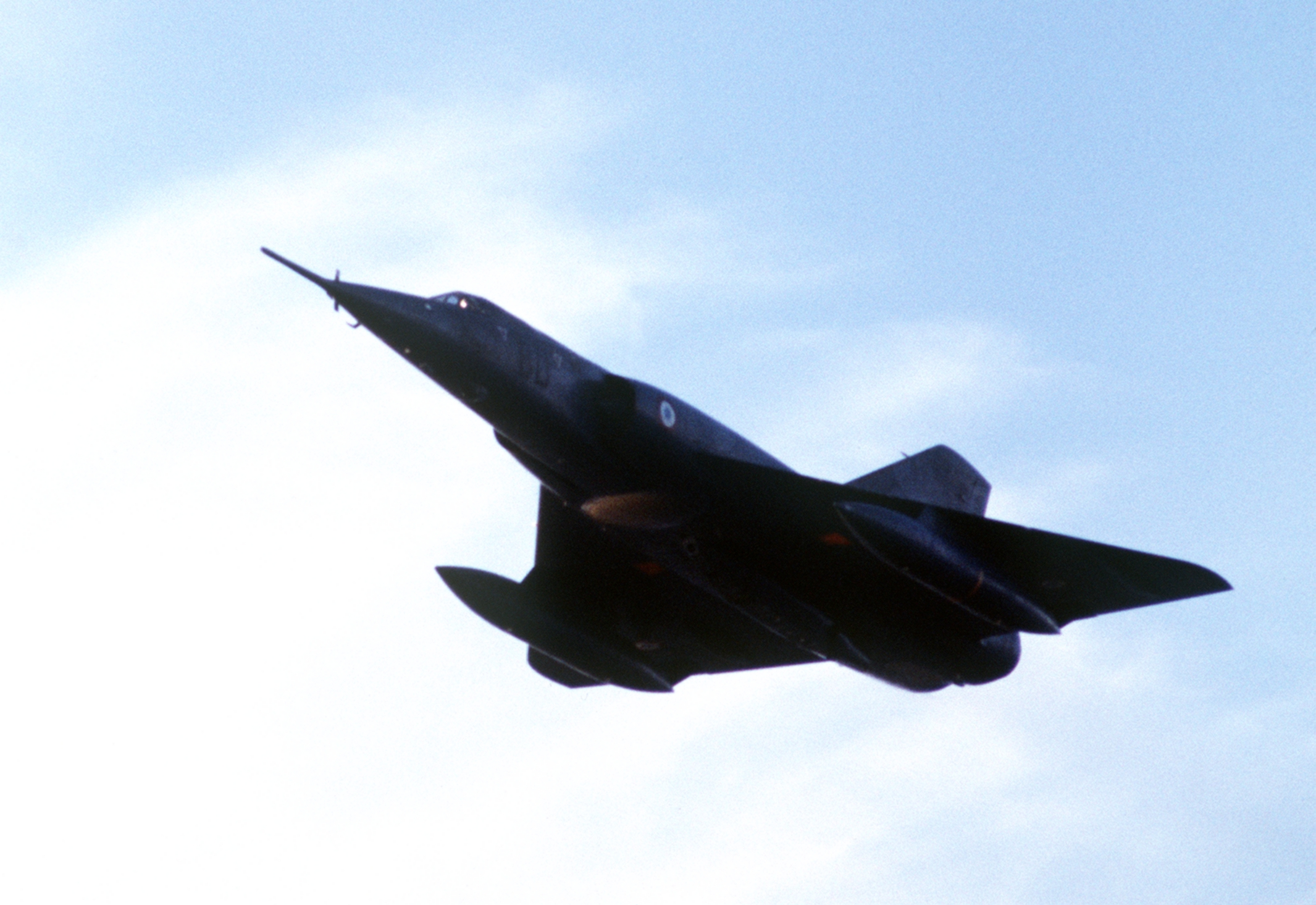
Mirage IV.

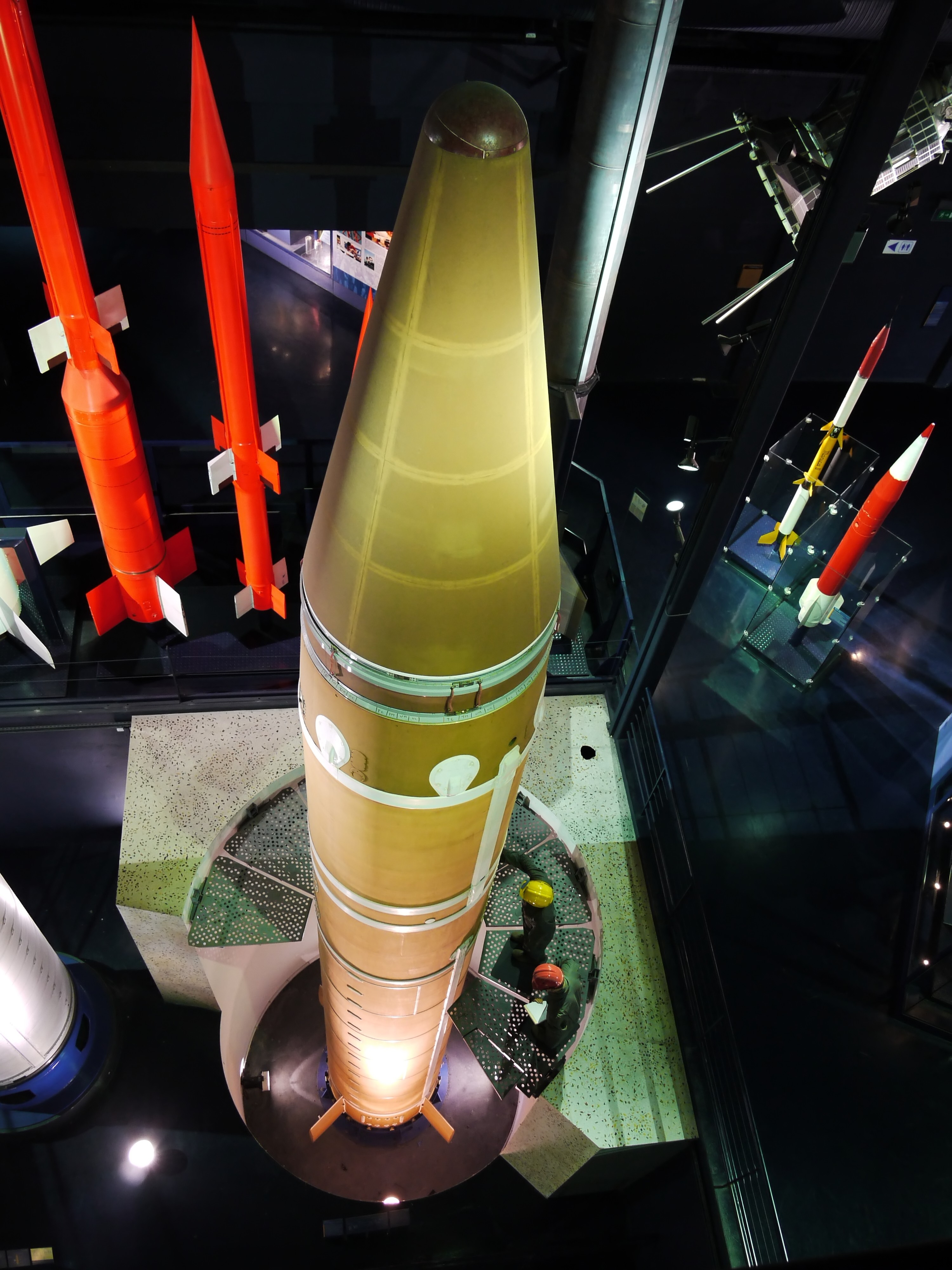
missile S3.

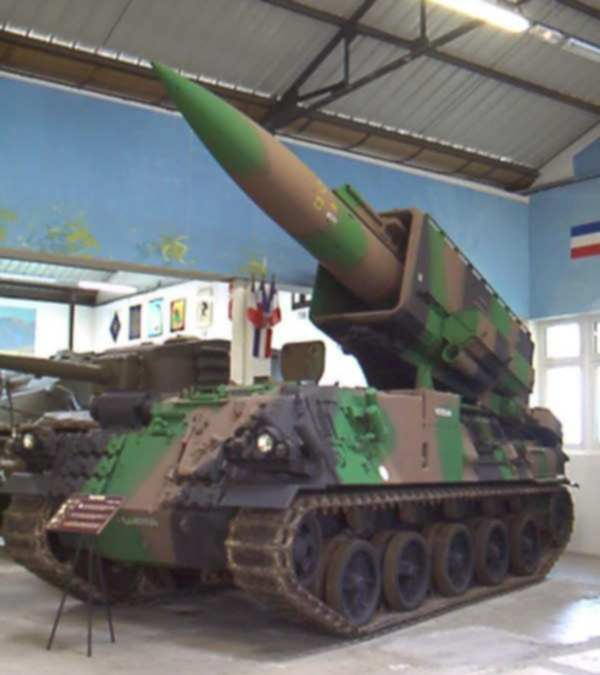
AMX 30 Pluton.

missile M20.

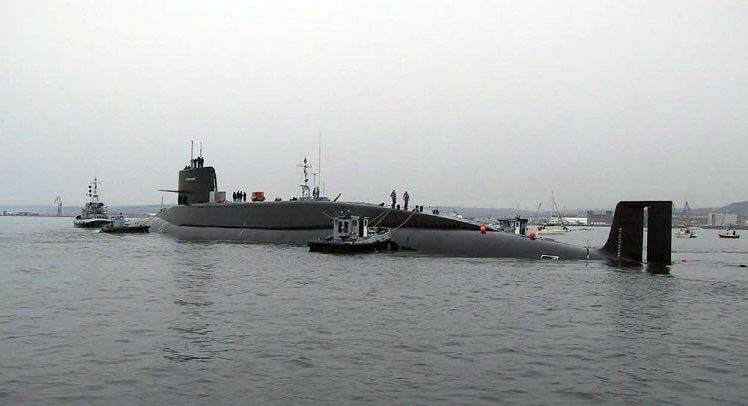
S611 Le Redoutable.

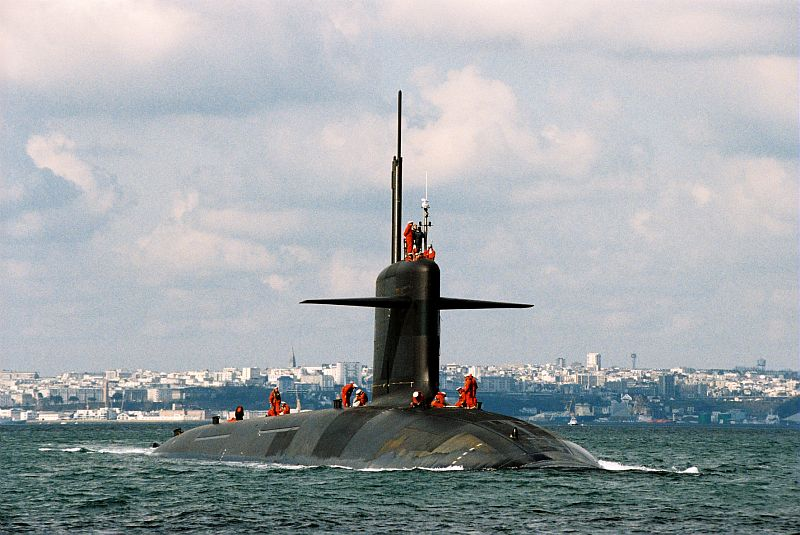
Il sottomarino lanciamissili nucleare Le Vigilant della classe attualmente in servizio

Comparazione dei diversi sistemi d'armamento: a sinistra, SNLE equipaggiato con il missile M4. Al centro, SNLE-NG col missile M45. A destra il futuro missile M51

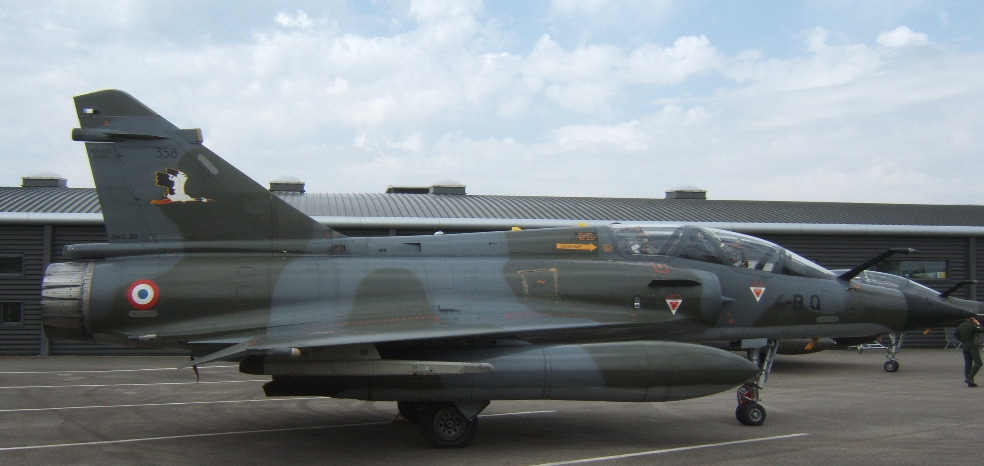
Un Dassault Mirage 2000N

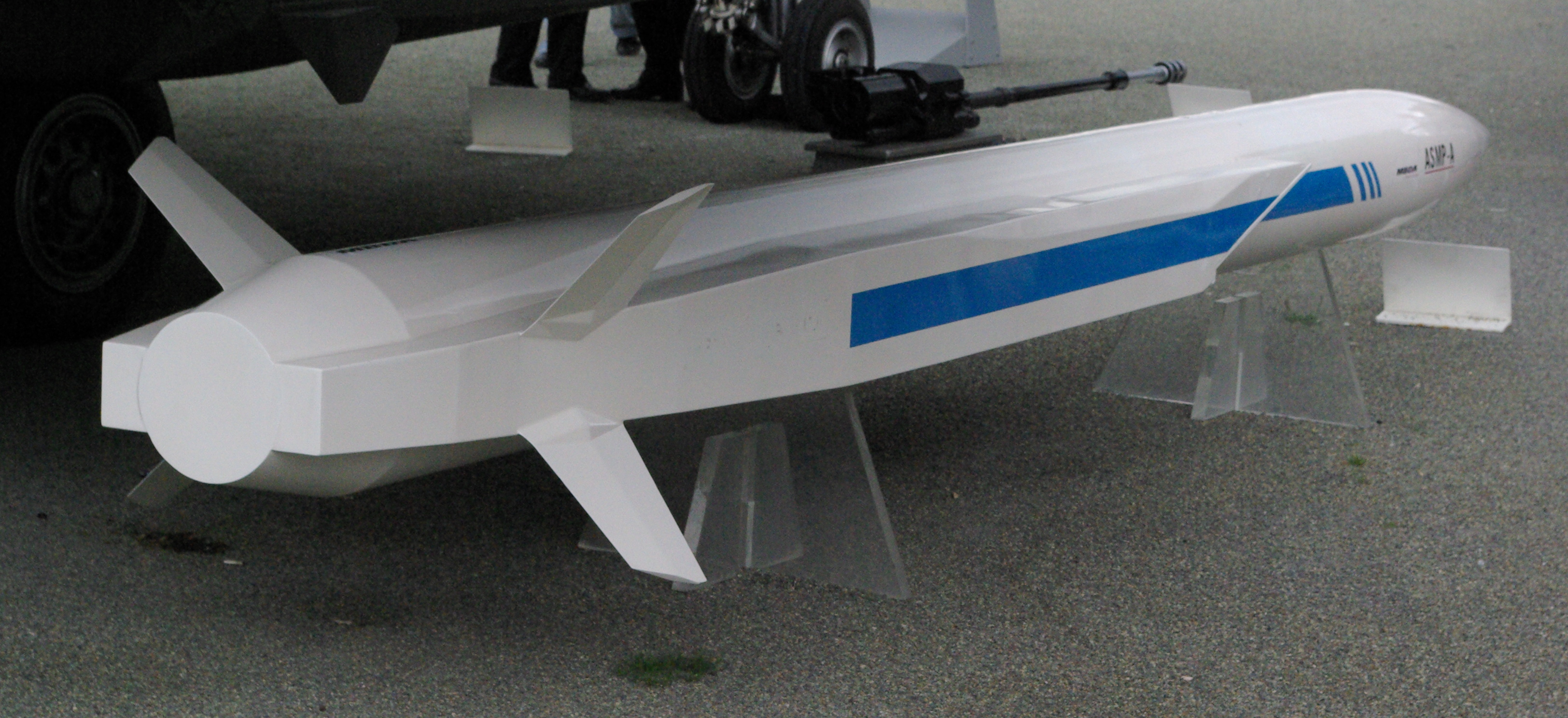
Simulacro del missile aria-terra ASMP-A

La forza di dissuasione nucleare francese (in francese: force de dissuasion nucléaire française), chiamata anche forza d'urto (in francese: force de frappe), fu un progetto avviato nel 1958 durante la guerra fredda, quando Félix Gaillard, Presidente del Consiglio sotto la presidenza di René Coty, decise di dotare la Francia di una forza di dissuasione nucleare.
Nello stesso anno ritornò al potere il generale Charles de Gaulle (prima come Presidente del Consiglio poi come Presidente della Repubblica), il quale decise di far fallire l'accordo tripartito e di dare alla Francia un "deterrente nucleare" autonomo.
La dissuasione è considerata un pilastro della politica di difesa francese.

## Storia

### Il secondo dopoguerra
Durante gli anni 1950 due avvenimenti internazionali come la guerra d'Indocina e la crisi di Suez avevano convinto il governo che per ottenere risultati rilevanti in politica estera avrebbe dovuto dotarsi di una propria forza militare abbastanza potente da poter condizionare le scelte di qualunque paese; il deterrente nucleare fu la risposta a questa esigenza.
Si presentarono subito due problemi: le scarse capacità dello stato transalpino e l'impossibilità di ritardare i progetti atomici delle altre potenze europee. Conseguentemente, dopo il fallimento dell'accordo tripartito, fu presa la decisione di collaborare con Israele, il quale stava muovendo i primi passi verso la creazione di un proprio armamento. Nonostante la crisi di governo francese, culminata con le dimissioni del premier Guy Mollet nel 1957 e il successivo ritorno al potere di Charles De Gaulle, il processo di armamento atomico non subì alcun rallentamento. Così la Francia fornì allo stato mediorientale il materiale per la produzione di un grande reattore nucleare che Israele costruì a Dimona, nella regione settentrionale del deserto del Negev. Un elemento fondamentale per il successo di questo progetto era la fornitura di acqua pesante che la Francia ottenne dalla Norvegia dietro l'assicurazione che lo avrebbe usato per soli scopi civili.

### Gli anni '60 e latriade nucleare
La visione nucleare di Charles de Gaulle consisteva nello sviluppo di una triade nucleare, ovvero di un sistema di deterrenza basato sulle tre componenti: aerea, terrestre, marina.
- Aria: la prima componente ad essere operativa nell'ottobre 1964 fu quella aerea, basata sui bombardieri strategici Dassault Mirage IV, in grado di trasportare e sganciare le bombe a caduta libera AN-11 (1964-1968) e AN-22 (1967-1988) sul suolo del blocco sovietico. La componente aerea è stata sempre oggetto di aggiornamenti, sono stati utilizzati anche i Mirage III E, i Jaguar A e i Super Étendard armati con le bombe AN-52 (1972-1992). I missili ASMP sono entrati in servizio nel 1986[3] sui Mirage IV e sui Super Étendard, i primi sono stati ritirati nel 2005 e sostituiti dai Mirage 2000-N. Attualmente sono ancora operativi i Super Étendard e i Mirage 2000-N; nel 2009 è stato creato il primo squadrone con i Rafale (che in futuro li sostituiranno) con i missili ASMP-A, è operativo dal 1º luglio 2010.
- Terra: la seconda componente ad essere operativa nell'agosto 1971 fu quella terrestre, basata su 18 sili di missili IRBM (S2 e successivamente S3) a Plateau d'Albion nel dipartimento di Vaucluse. In seguito la componente terrestre fu incrementata con utilizzo di missili SRBM installati su piattaforme mobili, Pluton e Hades, concepiti per essere lanciati dalle vicinanze delle linee nemiche sovietiche. Poiché si riteneva che una invasione sovietica su larga scala dell'Europa sarebbe stata pressoché impossibile da contenere con sole forze convenzionali, queste armi erano state intese come un "avvertimento finale" (ultime avertissement): dovevano indicare al nemico che avanzare ulteriormente avrebbe scatenato un attacco nucleare a grande scala sulle sue principali città. Il Pluton, introdotto nel 1974, è stato ritirato nel 1993 e il suo successore, l'Hades, è stato prodotto in numero limitato nel 1990 e messo in deposito nel 1995 (l'ultimo missile è stato smantellato il 23 giugno 1997). Il sito di Albion, divenuto ormai obsoleto e ritenuto non più rilevante dopo la caduta dell'Unione Sovietica, è stato chiuso nel 1996.
- Mare: la componente marina è stata operativa nel dicembre 1971 con l'entrata in servizio del primo sottomarino lanciamissili balistici della classe Le Redoutable (SNLE) armato inizialmente con missili SLBM di tipo M1, in seguito sostituiti dagli M2, M20 e M4. La componente è stata oggetto di miglioramenti e potenziamenti fino a raggiungere il numero massimo di 6 sottomarini tra il 1985 e il 1991; attualmente (nel 2010) sono operativi 4 sottomarini della classe Le Triomphant (SNLE-NG), i primi 3 sono armati con missili M45, il quarto, entrato in servizio nel luglio 2010, è armato con i nuovi missili M51 che per capacità e velocità di esecuzione sono gli SLBM più temibili al mondo.

Quando nel 1960, probabilmente grazie all'uso di aerei spia, gli Stati Uniti vennero a conoscenza dell'esistenza del reattore di Dimona ci fu una crisi nel rapporto tra Francia e Israele culminato ufficialmente con la chiusura della collaborazione non appena terminato l'assemblaggio e la messa in funzione della centrale atomica nel 1962.

### I test nucleari
Il 13 febbraio 1960 ci fu il primo esperimento nucleare (Gerboise bleue) con l'esplosione nel deserto nordafricano (nella provincia di Adrar) di un ordigno atomico di 70kt, mentre il 24 agosto 1968 lo stato francese fece il 30º test facendo esplodere la sua prima bomba H (opération Canopus) sopra atollo di Fangataufa. Dopo una lunga pausa gli esperimenti continuarono con l'esplosione di un altro ordigno (205º test) il 5 settembre 1995 sotto l'atollo di Mururoa nell'oceano pacifico. Il 210º e ultimo test (Xouthos) è stato il 27 gennaio 1996 sotto l'atollo di Fangataufa.
La Francia, dal 1960 al 1996, ha condotto 210 esperimenti nucleari: di cui 17 nel deserto del Sahara e 193 nella Polinesia francese.

Gli esperimenti sono cessati in seguito alla firma, nel 1996, da parte della Francia del Comprehensive Test Ban Treaty, che proibisce le esplosioni nucleari; i test possono proseguire (e proseguono) attraverso programmi di simulazione (programma Simulation con il supercomputer TERA-10, l'installazione Airix e il progetto Laser Mégajoule).
- 1960-1961 - 4 test aerei a Reggane (Algeria francese)
  - 13 febbraio 1960 - Gerboise bleue (70 kt)
  - 1º aprile 1960 - Gerboise blanche (meno di 5 kt)
  - 27 dicembre 1960 - Gerboise rouge (meno di 5 kt)
  - 25 aprile 1961 - Gerboise verte (meno di 5 kt)
- 1961-1966 - 13 test sotterranei (dal 5° al 17°) a Hoggar (Algeria francese) tra cui:
  - 7 novembre 1961 - 5° Agathe (meno di 20 kt)
  - 1º maggio 1962 - 6° Béryl (meno di 30 kt)
  - 20 ottobre 1963 - 9° Rubis (meno di 100 kt)
  - 27 febbraio 1965 - 13° Saphir (meno di 150 kt)
- 1966-1974 - 46 test aerei (dal 18° al 63°): 41 a Mururoa e 5 a Fangataufa (Polinesia francese) tra cui:
  - 2 luglio 1966 - 13° Aldébaran a Moruroa (< 200 kt)
  - 19 luglio 1966 - 19° Tamouré a Fangataufa (< 200 kt)
  - 4 ottobre 1966 - 23° Sirius a Moruroa (< 1000 kt)
  - 24 agosto 1968 - 30° Canopus a Fangataufa (2600 kt, bomba H)
- 1975-1991 - 141 test sotterranei (dal 64° al 204°): 133 a Mururoa e 8 a Fangataufa (Polinesia francese)
- 1995-1996 - 6 test sotterranei (dal 205° al 210°): 4 a Mururoa e 2 a Fangataufa (Polinesia francese)

### Gli anni 2000
Nel 1996 i mezzi della dissuasione nucleare sono stati ridefiniti dal presidente Chirac per adattarli al contesto geopolitico internazionale. Ciò ha comportato:
- Lo smantellamento di due componenti prestrategiche (Hadès) e strategiche (Albion), mantenendo solo le componenti oceanica e aerea.
- L'arresto della produzione di materiale fissile (anticipata per il plutonio già al 1993) e lo smantellamento degli impianti di produzione associati.
- La firma del Comprehensive Test Ban Treaty.
- Lo smantellamento del Centre d'Expérimentation du Pacifique.

L'arsenale atomico, che costa allo stato circa 3 miliardi di euro all'anno per il solo mantenimento, contava nel 2004 circa 348 ordigni  pronti ad essere lanciati. Questi possono essere imbarcati su alcuni sottomarini e su aerei presenti sia nelle basi militari, sia sul ponte della portaerei a propulsione nucleare Charles de Gaulle.

## Obiettivi
La base della dottrina francese è la volontà di dare alle armi nucleari un ruolo fondamentalmente politico. Tale ruolo è quello di "evitare la guerra": le armi nucleari non possono essere un mezzo di coercizione o un'"arma da usare" (vale a dire un'arma utilizzata allo stesso modo di altre) bensì sono uno strumento per poter affermare sulla scena internazionale che la Francia non dipende da qualsiasi altro Paese per quanto riguarda la propria sopravvivenza.
Il principio della deterrenza non è quello di vincere un conflitto, ma di evitare che questo si inneschi. Si tratta di una dottrina basata da una parte sulla volontà politica e dall'altra parte su mezzi materiali (testate nucleari e i loro vettori).
Una direttiva presidenziale del 16 dicembre 1961 ha chiesto alle forze nucleari di essere in grado "di infliggere all'Unione Sovietica una significativa riduzione, pari a circa il 50% della sua funzione economica". L'attacco della Francia non può essere redditizio. In una dichiarazione all'inizio del programma Charles de Gaulle spiega:
(Charles de Gaulle)
La Francia adottò la teoria del generale Pierre Gallois della dissuasion du faible au fort (dissuasione del debole sul forte), ossia la prospettiva strategica che un attacco da parte sovietica avrebbe comunque significato la totale distruzione per entrambe le parti.
Nelle sue memorie, l'ex presidente Valéry Giscard d'Estaing ha citato una simile entità, indicando che aveva ritenuto:
(Valéry Giscard d'Estaing)
In un discorso pronunciato l'8 giugno 2001 presso l'Institut des hautes études de Défense nationale (IHEDN), il presidente della Repubblica francese, Jacques Chirac, ha delineato il suo approccio alla politica di difesa. Egli ha ribadito che « la nostra sicurezza è e sarà garantita soprattutto dalla dissuasione nucleare. Questo è vero oggi e lo sarà ancora di più domani ». La dissuasione è la garanzia che « la sopravvivenza della Francia non sarà mai messa in pericolo da una grande potenza animata da intenzioni ostili e pronta a usare tutti i propri mezzi per concretizzarli ». Essa deve inoltre « permetterci di affrontare le minacce che potrebbero rappresentare per i nostri interessi vitali alcune potenze regionali dotate di armi di distruzione di massa ». Il presidente ha ribadito che la dottrina della dissuasione è fondata sul rifiuto di concepire l'arma nucleare come un'arma da usare sui campi di battaglia.
Il 19 gennaio 2006, il presidente della Repubblica francese Jacques Chirac, viaggiando sulla base di sottomarini nucleari a Île Longue, conferma (dopo il suo intervento nel giugno 2001) che l'uso di armi nucleari contro « i leader di Stati che utilizzano mezzi terroristici contro di noi » e anche contro « coloro che si consideri usino armi di distruzione di massa » potrebbe essere presa in considerazione. Tuttavia, egli insiste sul fatto che le armi nucleari non sono armi convenzionali. E che la Francia, al fine di ridurre al minimo l'impatto sulla popolazione civile, sta sviluppando missili con una maggiore flessibilità come ad esempio i missili M51 (mare-terra) e ASMP-A (aria-terra).
In questo discorso, il presidente della Repubblica francese Jacques Chirac ha affermato in particolare che gli interessi vitali dello Stato, difeso dalla force de frappe, comprendono (gli interessi vitali non sono mai apertamente definiti) i paesi alleati della Francia, spianando la strada per una vera e propria difesa europea.
Il 21 marzo 2008, il presidente della Repubblica francese Nicolas Sarkozy si fa difensore della solidità della dottrina francese in termini di deterrenza nucleare, che resta "obiettivo", nel senso di "in tutto il mondo", escludendo attacchi preventivi perché è "puramente difensiva".

## Le forze utilizzate

### Le componenti
La dissuasione nucleare francese, dopo l'abbandono della componente terrestre (basata sui missili IRBM del Plateau d'Albion e SRBM della Force Hadès), è organizzata in 2 componenti, una sottomarina e l'altra aerea, quest'ultima opera sia da basi terrestri che da portaerei:
Force Océanique STratégique (FOST)La FOST, attiva dal 1971, è basata sui 4 sottomarini della classe Le Triomphant che imbarcano ognuno 16 missili M51, questa componente è sempre operativa in quanto un sottomarino è sempre perennemente in missione.
Forces Aériennes Stratégiques (FAS)La FAS, attiva dal 1964, è basata su 2 squadriglie di Rafale, supportati da 14 aerocisterne C-135FR, dotati di 54 missili ASMP-A, questa componente è sempre attiva ed in allerta permanente.
Force Aéronavale Nucléaire (FANu)La FANu, attiva dal 1978, è basata su 2 flottiglie di Rafale M, imbarcati sulla Charles de Gaulle (R 91) e dotati di missili ASMP-A, questa componente non è sempre attiva, dipende dalla disponibilità della portaerei e opera come complemento della FAS, la FANu costituisce il terzo pilastro della dissuasione nucleare francese.

### Le strutture
Forces aériennes stratégiques (FAS)è la forza dell'Armée de l'air incaricata dei missili ASMP-A e in passato anche degli IRBM (dal 1964).
Force océanique stratégique (FOST)è la forza della Marine nationale incaricata dei missili SLBM (dal 1971).
Forces aériennes tactiques (FATac)era la forza dell'Armée de l'air incaricata delle bombe tattiche AN-52 (1972-1991).
Force Hadès / Artillerie Nucléaire Tactique (ANT)era la forza dell'Armée de terre incaricata dei missili tattici Pluton e Hades (1974-1996).
Force aéronavale nucléaire (FANu)è la forza dell'Aéronautique navale basata sulla portaerei (dal 1978).
Commissariat à l'énergie atomique et aux énergies alternatives (CEA)
Centre interarmées d'essais d'engins spéciaux (CIEES)
DGA Essais de missiles (DGA EM)

### I luoghi
I luoghi di fabbricazione di testate nucleari, di comando e le basi dei vettori nucleari sono situati in luoghi diversi sul territorio francese:
operativi e attivi:
- posto di comando Jupiter al Palazzo dell'Eliseo[12] (comando per tutte le Forze nucleari francesi); il posto di comando si trova nel Palazzo dell'Eliseo[12], nel "PC Jupiter". Il Presidente della Repubblica dispone di un "PC mobile" quando viaggia all'estero. Solo il Presidente è a conoscenza dei codici di lancio delle armi. Questi codici sono comunicati in modo confidenziale al suo successore nel corso del trasferimento di potere.
- Valduc (centro di fabbricazione di testate nucleari situato nel comune di Salives);
- Mont-Verdun (Centre National des Opérations Aériennes - CNOA) e installazioni di controllo delle Forces aériennes stratégiques (FAS) e della Force océanique stratégique (FOST);
- Taverny (comando delle Forces aériennes stratégiques [FAS]);
- Saint-Dizier - Base aérienne 113 Saint-Dizier (Escadron de chasse 01.091 "Gascogne" - Rafale);
- Luxeuil-les-Bains - Base aérienne 116 Luxeuil (Escadron de chasse 02.004 "La Fayette" - Mirage 2000N);
- Istres - Base aérienne 125 Istres (Escadron de chasse 03.004 "Limousin" - Mirage 2000N);
- Brest (comando della Force océanique stratégique [FOST]);
- Île Longue vicino a Brest (base dei sottomarini Classe Le Triomphant della Force océanique stratégique [FOST]);
- Landivisiau (Base d'aéronautique navale de Landivisiau che ospita i Super-Etendard armati di missili ASMP).

dismessi:
- Cambrai - Base aérienne 103 Cambrai-Épinoy
- Mérignac - Base aérienne 106 Bordeaux-Mérignac
- Creil - Base aérienne 110 Creil
- Orange - Base aérienne 115 Orange-Caritat
- Mont-de-Marsan - Base aérienne 118 Mont-de-Marsan;
- Cazaux - Base aérienne 120 Cazaux
- Avord - Base aérienne 702 Avord
- Plateau d'Albion (18 silos di missili terra-terra IRBM e una base aerea, smantellato nel 1996);
- Mururoa (atollo polinesiano, luogo di 178 test nucleari tra il 1966 e il 1996);
- Fangataufa (atollo polinesiano, luogo di 15 test nucleari tra il 1966 e il 1996);

## Arsenale nucleare
| Date      | Comp. | Tipo  | Vettore               | Missile Bomba | Testata               |
| --------- | ----- | ----- | --------------------- | ------------- | --------------------- |
| 1964-1967 | FAS   | Bomba | Mirage IVA            | AN-11         | 60 kt                 |
| 1967-1988 | FAS   | Bomba | Mirage IVA            | AN-22         | 70 kt                 |
| -         | FAS   | MRBM  | S1 Albion             | S1            | -                     |
| 1971-1983 | FAS   | IRBM  | S2 Albion             | S2            | MR 31                 |
| 1971-1979 | FOST  | SLBM  | Le Redoutable         | M1            | MR 41                 |
| 1972-1988 | FATac | Bomba | Mirage IIIE           | AN-52         | MR 50 CTC (AN-52 CTC) |
| 1973-1991 | FATac | Bomba | Jaguard A             | AN-52         | MR 50 CTC (AN-52 CTC) |
| 1974-1979 | FOST  | SLBM  | Le Redoutable         | M2            | MR 41                 |
| 1974-1993 | ANT   | SRBM  | AMX-30 PLUTON         | Pluton        | MR 50 CTC (AN-51 CTC) |
| 1976-1978 | FOST  | SLBM  | Le Redoutable         | M20           | TN 60                 |
| 1978-1991 | FANu  | Bomba | Super Étendard        | AN-52         | MR 50 CTC (AN-52 CTC) |
| 1978-1993 | FOST  | SLBM  | Le Redoutable         | M20           | TN 61                 |
| 1980-1986 | FAS   | IRBM  | S3 Albion             | S3            | TN 61                 |
| -         | FAS   | IRBM  | S4 Albion             | S4            | TN 61                 |
| 1985-1997 | FOST  | SLBM  | Le Redoutable         | M4A           | TN 70                 |
| 1986-1996 | FAS   | ASM   | Mirage IVP            | ASMP          | TN 80                 |
| 1988-2005 | FOST  | SLBM  | Le Redoutable         | M4B           | TN 71                 |
| 1988-2012 | FAS   | ASM   | Mirage 2000N          | ASMP          | TN 81                 |
| 1989-2012 | FANu  | ASM   | Super Étendard        | ASMP          | TN 81                 |
| 1991-1996 | ANT   | SRBM  | Système Hadès / R 380 | Hadès         | TN 90                 |
| 1997-2017 | FOST  | SLBM  | Le Triomphant         | M45           | TN 75                 |
| -         | FOST  | SLBM  | Le Triomphant         | M5            | TN 76                 |
| 2009-2018 | FAS   | ASM   | Mirage 2000N          | ASMPA         | TNA                   |
| 2009-     | FAS   | ASM   | Rafale B              | ASMPA         | TNA                   |
| 2010-     | FANu  | ASM   | Rafale M              | ASMPA         | TNA                   |
| 2010-     | FOST  | SLBM  | Le Triomphant         | M51.1         | TN 75                 |
| 2017-     | FOST  | SLBM  | Le Triomphant         | M51.2         | TNO                   |

Missili strategici
- IRBM : S1  ·  S2  ·  S3  ·  S4
- SLBM : M1  ·  M2  ·  M20  ·  M4  ·  M45  ·  M5  ·  M51

Missili tattici e pre-strategici
- SRBM : Pluton  ·  Hadès
- ASM : ASMP  ·  ASMP-A

Ogive nucleari
- Bombe: AN-11  ·  AN-22  ·  AN-52  ·  AN 51 CTC  ·  AN 52 CTC
- Testate: MR 31  ·  MR 41  ·  MR 50 CTC  ·  TN 60  ·  TN 61  ·  TN 70  ·  TN 71  ·  TN 75  ·  TN 76  ·  TN 80  ·  TN 81  ·  TN 90  ·  TNA  ·  TNO

La testata TNA è la più potente dell'arsenale, con una potenza massima di 300 kt.

### Gli armamenti
Al 15 agosto 2004, l'Observatoire des armes nucléaires françaises stimava, in assenza di dati pubblici, un totale di 348 testate, di cui:
- 60 testate di tipo TN-81, su missili aria-terra ASMP:
  - 10 su Super Étendard con missili ASMP
  - 50 su Mirage 2000N con missili ASMP e ASMP-A
  - Rafale con missili ASMP-A, operativi dal 1º luglio 2010[15]
- 288 testate di tipo TN-75 (ciascuna da 6 MIRV), lanciate da 48 missili balistici (SLBM) M45 lanciati da sottomarini lanciamissili balistici (SNLE-NG[16]) Classe Le Triomphant che imbarcano 16 missili ciascuno, ripartite in lotti di 96 ciascuna:
  - 96 (16 M45 x 6 MIRV) su Le Triomphant (S 616) (SNLE-NG) con missili M45
  - 96 (16 M45 x 6 MIRV) su Le Téméraire (S 617) (SNLE-NG) con missili M45
  - 96 (16 M45 x 6 MIRV) su Le Vigilant (S 618) (SNLE-NG) con missili M45
  - Le Terrible (S 619) (SNLE-NG), con missili M51 in servizio dal luglio 2010.

Al 2015, l'arsenale contava meno di 300 ogive, 48 missili M51 e 54 missili ASMPA, come annunciato dal presidente François Hollande. Secondo le stime del Bulletin of the Atomic Scientists, la Francia ha raggiunto un picco di circa 540 testate nel 1992.

### Programmi in corso
Molti programmi sono in corso nel 2008:
- La continuazione della costruzione di sottomarini nucleari di nuova generazione (SNLE-NG)
- lo sviluppo di nuovi missili aria-terra a medio raggio migliorata (ASMP-A), da consegnare nel 2008
- l'entrata in produzione di missili balistici M51, prevista per il 2010
- smantellamento dalla fine del 1997 dei due siti di produzione di armi di grado materiale fissile (Marcoule per il plutonio arricchito e Pierrelatte per l'uranio)
- le attrezzature programma Simulation, gestito dal CEA. Il programma consentirà lo sviluppo futuro di testate nucleari, che succede al test di convalida in pieno, utilizzando i supercomputer TERA-10 e TERA-100, il progetto Laser Mégajoule e l'installazione Airix.